# Skrull
Skrull este o rasă fictivă extraterestră  care își schimbă forma. Aceasta apare în cărțile de benzi desenate americane publicate de Marvel Comics. Sunt în conflict cu rasa Kree. 
Rasa Skrull s-a clasat pe locul 1 în lista WatchMojo din Top 10 rase extraterestre din benzi desenate. Personaje Skrulls au apărut în filmele din 2019 Captain Marvel și Spider-Man: Far From Home cu liderul lor Talos portretizat de Ben Mendelsohn și soția sa Soren de către actrița Sharon Blynn. 

## Vezi și
- Kree